# Remo Cantoni
Remo Cantoni (Milano, 14 ottobre 1914 – Milano, 3 febbraio 1978) è stato un filosofo italiano. Insegnò filosofia morale in alcune università italiane.
In opposizione alla tradizione storicista, idealistica crociana si occupò di cultura e storia usando contaminazioni sociologiche e antropologiche. Per queste aperture venne considerato uno dei maggiori promotori dell'antropologia culturale in Italia. Nel solco del maestro Antonio Banfi fu uno dei maggiori esponenti della "Scuola di Milano".
Oltre ai numerosi volumi pubblicati fondò le riviste Studi filosofici e Il pensiero critico.

## Biografia
Fu allievo del filosofo Antonio Banfi, coetaneo e amico di Vittorio Sereni e Dino Formaggio. Nella cerchia di amicizie di Banfi conobbe la poetessa Antonia Pozzi che di lui si innamorò di amore non corrisposto. In una lettera a Sereni ella scrisse:
Sempre così smisuratamente perduta ai margini della vita reale: difficilmente la vita reale mi avrà e se mi avrà sarà la fine di tutto quello che c'è di meno banale in me.
Forse davvero il mio destino sarà di scrivere dei bei libri per i bambini che non avrò avuti. Povero Manzi: senza saper niente, mi chiamava Tonia Kröger. E questi tuoi occhi che sono tutto un mondo, con già scritta la tua data di morte […] Un'ora sola in cui si guardi in silenzio è tanto più vasta di tutte le possibili vite […]»

## Pensiero

### Antropologia e mito
Cantoni definiva come "primitivo" quel pensiero sincretico che non distingueva nettamente tra mito e realtà tra affezione e razionalità. In questo senso "primitivo" in Cantoni assume una valenza psicologica più che antropologica. Il pensiero mitico, scrive Cantoni in "Pensiero dei primitivi, preludio ad un'antropologia", non è "arbitrario e caotico", ma "pervaso di una razionalità" (p. 299); una "razionalità fusa in un crogiuolo affettivo" (p. 196).
Secondo Cantoni "una delle differenze fondamentali tra il pensiero moderno e quello primitivo consiste nel fatto che il pensiero moderno ha una chiara coscienza della relazione e dell'intreccio delle varie forme culturali tra loro e può sempre transitare da una all'altra quando lo voglia; mentre noi sappiamo, ad esempio, che v'è un conflitto tra la scienza e la religione, l'arte e la morale, il sogno e la realtà, il pensiero logico e la creazione mitica, i primitivi mantengono tutte queste forme su un piano indistinto per cui fondono e confondono ciò che noi non sempre distinguiamo, ma possiamo pur sempre distinguere. Questa mancanza di distinzioni nette è uno dei caratteri più salienti della mentalità primitiva" (p. 183)
Quindi "sogno e realtà trapassano uno nell'altro e costituiscono nella loro saldatura un continuum omogeneo" (p. 185).
Cantoni si occupò con prefazioni, traduzioni, curatele e altro di Søren Kierkegaard, Fëdor Dostoevskij, Friedrich Nietzsche, Franz Kafka, Baruch Spinoza, Johann Gottlieb Fichte, Ernest Renan, Nicolai Hartmann, Julian Huxley, Honoré de Balzac, Karl Jaspers, Antonio Banfi, Émile Durkheim, Sofocle e Robert Musil.

## Opere
- Il pensiero dei primitivi, Milano: Garzanti, 1941; n. ed. Milano: La goliardica, 1959; Milano: Il Saggiatore, 1963, 1966, 1968, 1974
- Estetica ed etica nel pensiero di Kierkegaard, Milano: Denti, 1945
- Crisi dell'uomo: il pensiero di Dostoevskij, Milano: Mondadori, 1948, n. ed. Milano: Il Saggiatore, 1975
- La coscienza inquieta: Soren Kierkegaard, Milano: Mondadori, 1949; n. ed. Milano: Il Saggiatore, 1976
- Mito e storia, Milano: Mondadori, 1953
- La vita quotidiana: ragguagli dell'epoca, Milano: Mondadori, 1955 (articoli apparsi su "Epoca" 1950-54); n. ed. Milano: Il Saggiatore, 1966, 1972
- La coscienza mitica, Milano: Universitarie, 1957 (lezioni dell'anno accademico 1956-57)
- Umano e disumano, Milano: IEI, 1958
- Il pensiero dei primitivi, Milano: La goliardica, 1959
- Il tragico come problema filosofico, Milano: La goliardica, 1960
- La crisi dei valori e la filosofia contemporanea: con appendice sullo storicismo, Milano: La goliardica, 1961
- Filosofia del mito, Milano: La goliardica, 1962
- Il problema antropologico nella filosofia contemporanea, Milano: La goliardica, 1963
- Tragico e senso comune, Cremona: Mangiarotti, 1963
- Società e cultura, Milano: La goliardica, 1964
- Filosofie della storia e senso della vita, Milano: La goliardica, 1965
- Scienze umane e antropologia filosofica, Milano: La goliardica, 1966
- Illusione e pregiudizio: l'uomo etnocentrico, Milano: Il Saggiatore, 1967, 1970
- Storicismo e scienze dell'uomo, Milano: La goliardica, 1967
- Personalità, anomia e sistema sociale, Milano: La goliardica, 1969 (con Franco Fergnani)
- Che cosa ha veramente detto Kafka, Roma: Ubaldini, 1970
- Il significato del tragico, Milano: La goliardica, 1970
- Introduzione alle scienze umane, Milano: La goliardica, 1971
- Che cosa ha detto veramente Hartmann, Roma: Ubaldini, 1972
- Robert Musil e la crisi dell'uomo europeo, Milano: La goliardica, 1972; n. ed. Milano: Cuem, 2000 ISBN 8860016673
- Persona, cultura e società nelle scienze umane, Milano: Cisalpino-Goliardica, 1973
- Antropologia quotidiana, Milano: Rizzoli, 1975
- Il senso del tragico e il piacere, prefazione di Nicola Abbagnano, Milano: Editoriale nuova, 1978
- Franz Kafka e il disagio dell'uomo contemporaneo, con una nota di Carlo Montaleone , Milano: Unicopli, 2000 ISBN 8840005986